# 대금고등학교
대금고등학교(大金高等學校)는 대한민국 충청북도 음성군 금왕읍 본대리에 있는 공립 고등학교이다.

## 학교 연혁
- 2011년 5월 13일 : 대소금왕고등학교 일반 18학급(특수 1학급) 인가
- 2014년 3월 1일 : 대소금왕고등학교 개교
- 2014년 3월 2일 : 2014학년도 입학식(192명)
- 2017년 2월 9일 : 제1회 졸업식 199명
- 2018년 3월 1일 : 교명 변경(대금고등학교)
- 2024년 2월 6일 : 제8회 졸업식 128명(총 1,345명)
- 2024년 3월 1일 : 제6대 이미란 교장 부임
- 2024년 3월 4일 : 제11회 입학식 136명

## 참고 자료
- 대금고등학교 - 한국교육학술정보원 학교알리미